# Discografia de Lindsay Lohan
Lindsay Lohan é uma cantora e compositora de música pop estadunidense, sua discografia contém dois álbuns de estúdio, três trilhas sonoras, oito singles e seis videoclipes. Em 2003 iniciou sua carreira musical ao gravar a canção "Ultimate", feita para a trilha sonora do filme Freaky Friday. Um ano após lançou "Drama Queen (That Girl)", seu primeiro single a ganhar um videoclipe, presente na trilha sonora do filme que protagonizou, "Confessions of a Teenage Drama Queen", dessa trilha fazem parte mais três música, "A Day in the Life", "What Are You Waiting For" e o Medley "Don't Move On / Living for the City / Changes". Drama Queen (That Girl), venceu uma das categorias na premiação Radio Disney Music Award em 2004.
Em 21 de setembro de 2004 lançou o primeiro single de seu álbum de estréia "Rumors", composta pela cantora em parceria com o ex-membro do The Jackson 5, Tito Jackson, e por Cory Rooney, conhecido pelos trabalhos com Jennifer Lopez e Jessica Simpson. A canção alcançou a posição seis na Bubbling Under Hot 100 Singles., além de top dez na Australian Singles Chart, quatorze no Media Control Charts da Alemanha, vinte e três na Austria e dois na China e Taiwan. "Rumors" foi o maior sucesso da cantora em tormos comerciais, recebendo certificado de ouro nos Estados Unidos e Australia. Em 7 de dezembro é lançado seu primeiro álbum de estúdio pela gravadora Casablanca Records em parceria com a Universal Music, intitulado "Speak", alcançando a posição quatro na Billboard 200, nove no Canadian Albums Chart e trinta e seus na Austria. O álbum vendeu em torno de 2,5 milhões de cópias, recebendo disco de platina pelo RIAA por 1 milhão de cópias vendidas apenas nos Estados Unidos
Em 14 de dezembro é lançado o segundo single, "Over", sendo a primeira canção a parecer em chart do Reino Unido e na Irlanda, onde alcançou as posições vinte e sete. e dezenove, respectivamente. Nos Estados Unidos a canção alcançou a primeira posição na Bubbling Under Hot 100 Singles, além de vinte e sete na Australian Singles Chart, quatorze no Media Control Charts da Alemanha e quarenta na Austria, sendo o single de melhor desempenho de Lindsay na Europa. Em 10 de maio de 2005 é lançada a canção "First", composta por Kara DioGuardi, conhecida por trabalhar com Hilary Duff, sendo adicionado à trilha sonora do filme Herbie: Fully Loaded. O single alcançou a posição trinta e um na Australia, quarenta e um na Suiça e oito em Taiwan. A faixa-título do álbum "Speak" seria lançada como single, tendo um videoclipe gravado por Francis Lawrence, porém foi cancelado
Em 30 de setembro de 2005 é lançado o primeiro single do novo trabalho, "Confessions of a Broken Heart (Daughter to Father)", composta pela cantora sobre a violência doméstica sofrida por ela de seu pai. A canção alcançou o número cinquenta e sete na Billboard Hot 100., sua melhor posição nos Estados Unidos, sete na Australia e setenta e quatro na Austria O álbum A Little More Personal foi lançado em 6 de dezembro, alcançando a posição vinte na Billboard 200 e vendendo pouco mais de 1,5 milhões de cópias mundialmente, recebendo certificado de ouro nos Estados Unidos por 500 mil cópias, e em Taiwan por 5 mil cópias. A música "I Live for the Day" foi levantada como possível segundo single, porém com o baixo desempenho do álbum, demais divulgações foram canceladas e, sendo que em 13 de janeiro de 2006 "I Live for the Day" foi liberada apenas na Australia, porém não obtendo resultados.
Em 27 de maio de 2008, após um período afastada da música, a cantora lança o single "Bossy", produzida pela famosa equipe de produção Stargate, conhecidos por trabalhar com Katy Perry e Rihanna. A canção alcançou a primeira posição na Billboard Hot Dance Club Songs. e setenta e sete no Canadá, sendo a primeira a estrear no país. Na ocasião a cantora afirmou que estaria trabalhando em um terceiro álbum provisoriamente intitulado "Spirit in the Dark", produzido por artistas como Snoop Dogg, Akon e Ne-Yo. Como single de estreia do álbum foi anunciada a canção "Playground", com participação de Pharrell Williams, porém devido seus problemas pessoas, todo projeto acabou arquivado e cancelado

## Álbuns

### Álbuns de estúdio
| Detalhes | Melhores posições atingidas | Melhores posições atingidas | Melhores posições atingidas | Melhores posições atingidas | Melhores posições atingidas | Melhores posições atingidas | Melhores posições atingidas | Melhores posições atingidas | Vendas                                            | Certificações                             |
| Detalhes | EUA                         | AUS                         | AUT                         | CAN                         | ALE                         | JAP                         | POL                         | UK                          | Vendas                                            | Certificações                             |
| --- | --------------------------- | --------------------------- | --------------------------- | --------------------------- | --------------------------- | --------------------------- | --------------------------- | --------------------------- | ------------------------------------------------- | ----------------------------------------- |
| Speak - Lançado em: 7 de dezembro de 2004 - Gravadora: Casablanca - Formatos: CD, download digital                  | 4                           | 57                          | 36                          | 9                           | 53                          | 19                          | 12                          | 105                         | - : 2.500.000 - : 1.100.000 - : 250.000 - : 5.000 | - EUA: Platina - JAP: Platina - TWN: Ouro |
| A Little More Personal - Lançado em: 6 de dezembro de 2005 - Gravadora: Casablanca - Formatos: CD, download digital | 20                          | 88                          | —                           | —                           | —                           | 44                          | —                           | —                           | - : 1.000.000 - : 500.000                         | - EUA: Ouro                               |
| "—" denota álbuns que não entraram nas paradas musicais ou não foram lançados no país.                              |                             |                             |                             |                             |                             |                             |                             |                             |                                                   |                                           |

### Trilhas sonoras
| Ano                                                                                    | Álbum | Melhores Posições | Melhores Posições | Melhores Posições | Vendas      | Certificações |
| Ano                                                                                    | Álbum | EUA               | EUA OST           | FRA               | Vendas      | Certificações |
| -------------------------------------------------------------------------------------- | --- | ----------------- | ----------------- | ----------------- | ----------- | ------------- |
| 2003                                                                                   | Freaky Friday - Lançamento: 22 de julho de 2003 - Formatos: CD, download digital - Gravadora: Walt Disney                                  | 19                | 3                 | 137               | - : 500.000 | - RIAA: Ouro  |
| 2004                                                                                   | Confessions of a Teenage Drama Queen - Lançamento: 17 de fevereiro de 2004 - Formatos: CD, download digital - Gravadora: Hollywood Records | 51                | 3                 | —                 |             |               |
| 2005                                                                                   | Herbie: Fully Loaded - Lançamento: 21 de junho de 2005 - Formatos: CD, download digital - Gravadora: Hollywood Records                     | 73                | 1                 | —                 |             |               |
| "—" denota álbuns que não entraram nas paradas musicais ou não foram lançados no país. | |                   |                   |                   |             |               |

## Singles

### Como artista principal
| Ano                                                                                     | Single                          | Melhores posições | Melhores posições | Melhores posições | Melhores posições | Melhores posições | Melhores posições | Melhores posições | Melhores posições | Melhores posições | Melhores posições | Certificação              | Álbum                                |
| Ano                                                                                     | Single                          | EUA               | EUA Dance         | ALE               | AUS               | AUT               | CAN               | IRL               | SUI               | TAW               | UK                | Certificação              | Álbum                                |
| --------------------------------------------------------------------------------------- | ------------------------------- | ----------------- | ----------------- | ----------------- | ----------------- | ----------------- | ----------------- | ----------------- | ----------------- | ----------------- | ----------------- | ------------------------- | ------------------------------------ |
| 2003                                                                                    | "Ultimate"                      | —                 | —                 | —                 | —                 | —                 | —                 | —                 | —                 | —                 | —                 |                           | Freaky Friday                        |
| 2004                                                                                    | "Drama Queen (That Girl)"       | —                 | —                 | —                 | —                 | —                 | —                 | —                 | —                 | —                 | —                 |                           | Confessions of a Teenage Drama Queen |
| 2004                                                                                    | "Rumors"                        | 106               | —                 | 14                | 10                | 23                | —                 | —                 | 30                | 2                 | —                 | - RIAA: Ouro - ARIA: Ouro | Speak                                |
| 2004                                                                                    | "Over"                          | 101               | —                 | 40                | 27                | 49                | —                 | 19                | 52                | —                 | 27                |                           | Speak                                |
| 2005                                                                                    | "First"                         | —                 | —                 | 74                | 31                | —                 | —                 | —                 | 41                | 8                 | —                 |                           | Speak                                |
| 2005                                                                                    | "Confessions of a Broken Heart" | 57                | —                 | —                 | 7                 | 74                | —                 | —                 | —                 | —                 | —                 |                           | A Little More Personal               |
| 2008                                                                                    | "Bossy"                         | —                 | 1                 | —                 | —                 | —                 | 77                | —                 | —                 | —                 | —                 |                           | não adicionado à nenhum álbum        |
| "—" denota singles que não entraram nas paradas musicais ou não foram lançados no país. |                                 |                   |                   |                   |                   |                   |                   |                   |                   |                   |                   |                           |                                      |

### Participações
| Ano  | Canção                                                                                 | Álbum                                    |
| ---- | -------------------------------------------------------------------------------------- | ---------------------------------------- |
| 2004 | "I Decide"                                                                             | The Princess Diaries 2: Royal Engagement |
| 2006 | "Lohan Holiday" (Ali Lohan feat. Lindsay Lohan)                                        | Lohan Holiday                            |
| 2006 | "Frankie & Johnny"                                                                     | A Prairie Home Companion                 |
| 2006 | "Red River Valley / In the Sweet By and By" (com o elenco de A Prairie Home Companion) | A Prairie Home Companion                 |
| 2007 | "A Beautiful Life (La Bella Vita)"                                                     | The Hills                                |

### Coletâneas
| Ano  | Canção                    | Álbum                        |
| ---- | ------------------------- | ---------------------------- |
| 2004 | "Drama Queen (That Girl)" | Radio Disney Jams, Vol. 7    |
| 2005 | "Drama Queen (That Girl)" | Disney Girlz Rock            |
| 2005 | "Ultimate"                | Disney Girlz Rock            |
| 2005 | "Rumors"                  | Universal Smash Hits, Vol. 3 |
| 2006 | "Over"                    | Pop Princess 3               |

## Videoclipes

### Como artista principal
| Ano  | Canção                        | Diretor           |
| ---- | ----------------------------- | ----------------- |
| 2003 | Ultimate                      | Mark Waters       |
| 2004 | Drama Queen (That Girl)       | Declan Whitebloom |
| 2004 | Rumors                        | Jake Nava         |
| 2005 | Over                          | Jake Nava         |
| 2005 | First                         | Jake Nava         |
| 2005 | Confessions of a Broken Heart | Lindsay Lohan     |

### Participações em clipes de outros artistas
| Ano  | Canção                  | Banda              | Diretor       |
| ---- | ----------------------- | ------------------ | ------------- |
| 2004 | "What I Like About You" | Lillix             | Marcus Raboy  |
| 2008 | "Everyone Nose"         | N.E.R.D            | Diane Martel  |
| 2011 | "Let The Games Begin"   | Miggs              | Justin Purser |
| 2012 | "Blue"                  | R.E.M.             | James Franco  |
| 2013 | "City of Angels"        | 30 Seconds to Mars | Jared Leto    |